# Hamburg-Groß Flottbek
Groß Flottbek ist ein Stadtteil Hamburgs. Er liegt im Bezirk Altona. Der Ort hat seinen Namen von der Flottbek, einem südwärts zur Elbe fließenden Bach.

## Geografie

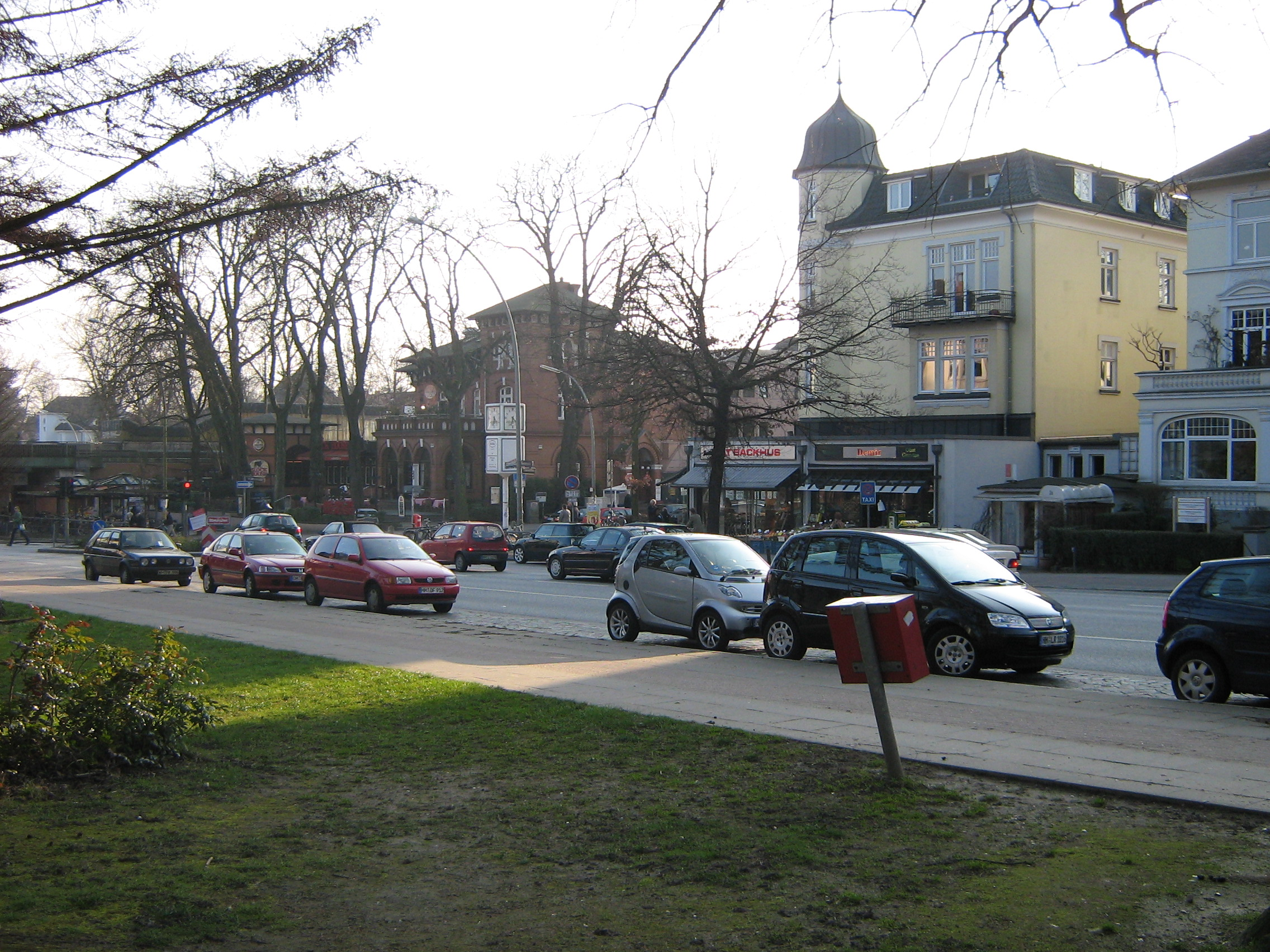
Groß Flottbek am Bahnhof Othmarschen

Groß Flottbek liegt zentral im Bezirk Altona und ist bezogen auf seine Fläche ein eher kleiner Stadtteil Hamburgs. Er ist wesentlich von Wohngebieten geprägt und hat sich aus einer dörflichen Struktur heraus entwickelt. Wegen seiner stadtnahen Lage, seiner günstigen Verkehrsverbindungen, der kurzen Wege zu Schulen und Einkaufsmöglichkeiten, unter anderem in der Waitzstraße sowie im Elbe-Einkaufszentrum, wegen seiner vielen verkehrsberuhigten Zonen mit überwiegend Einzelhäusern sowie der Nähe zur Elbe ist Groß Flottbek ein bevorzugtes Wohngebiet.

### Nachbarstadtteile
Westlich schließt sich an Groß Flottbek Osdorf an, nördlich und östlich Bahrenfeld sowie südlich, zum Teil abgegrenzt durch die S-Bahn-Verbindung, Othmarschen.
Der südwestlichste Punkt von Groß Flottbek ist die Unterquerung der S-Bahnlinie durch die Baron-Voght-Straße. Von dort verläuft die westliche Grenze des Stadtteils entlang der Heinrich-Plett-Straße nach Norden, bis zur Osdorfer Landstraße. Dort biegt die Grenze nach Osten ab, folgt der Osdorfer Landstraße, dann dem Osdorfer Weg, bis hin zur Baurstraße. Die Grenze folgt nun der Baurstraße in Richtung Süden, überquert mit dieser die A7, hin bis zur Trasse der Altona-Blankeneser Eisenbahn. Dieser Bahnlinie folgt die Grenze in Richtung Westen, bis zum südwestlichen Ausgangspunkt zurück.

## Geologie

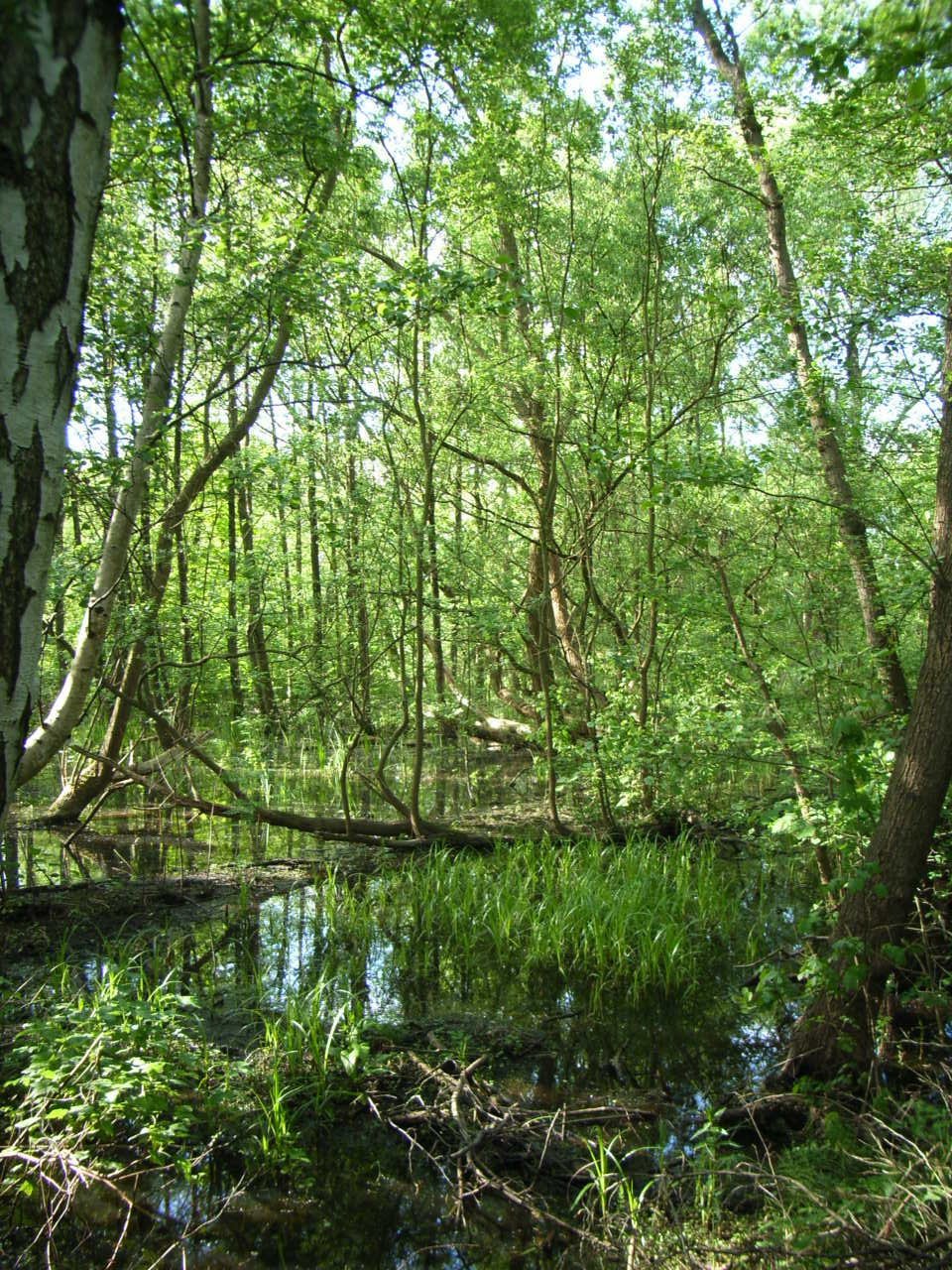
Biotop und Erdfall zwischen Markt und Schulgelände. Hier entspringt die Röbbek.

Der Stadtteil Flottbek liegt im seismischen Zentrum des Salzstockes Langenfelde-Othmarschen, der sich nördlich bis nach Quickborn (Prophetensee) erstreckt. Durch Auswaschungen des Salzes kann es einerseits zur Kontaminierung des Grundwassers kommen, andererseits fallen die dadurch entstehenden Hohlräume von Zeit zu Zeit in sich zusammen und bilden oberirdisch sogenannte Erdfälle. Um einen solchen handelt es sich beim Bahrenfelder See, in dem etwa 1860 ein Bauer samt Pferdefuhrwerk spurlos verschwand. Schon am 24. Januar 1834 waren 300 m südwestlich davon fünf 30 Fuß hohe Eichen über Nacht in einem Erdfall versunken. 1938 brach vor dem Christianeum die Straßendecke ein. Die letzten Erschütterungen wurden am 8. April 2000 und am 8. April 2009 von aufgeschreckten Bewohnern der Polizei gemeldet. Das letzte Beben wurde von drei lokalen seismischen Stationen in der Nähe (Deutsches Elektronen-Synchrotron und Erdbebenwarte Hamburg) aufgezeichnet. Das Bezirksamt Altona hat daraufhin Empfehlungen für Bauherren im „Erdbebengebiet“ herausgegeben, woraufhin der Neubau eines Supermarktes an anderer Stelle errichtet wurde.

## Geschichte

### Frühgeschichte

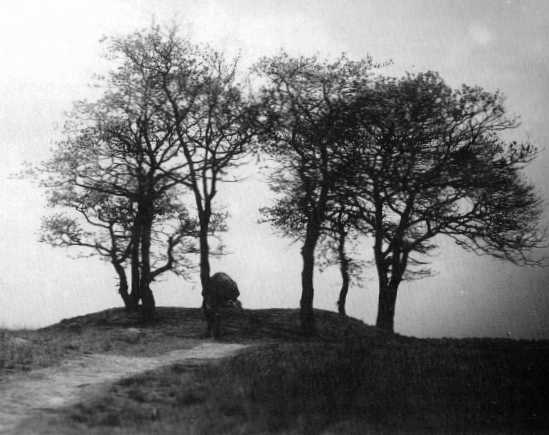
Steinzeitliches Hünengrab (um 1870 abgetragen)

Die Besiedelung der Gegend von Jägern, Sammlern und Jägern ist ab etwa 8.000 v. Chr. nachzuweisen. Ab etwa 2.800 v. Chr. gab es feste Siedlungen von Menschen der sogenannten Trichterbecherkultur, die ursprünglich aus dem Lausitzer Raum kommt und von Siedlern elbabwärts verbreitet wurde. Aus dieser Zeit stammt das Hünengrab, welches sich auf dem jetzigen Sportplatz Wilhelmshöh befand. Dieses wurde jedoch nacheinander von kaiserlichen Offizieren geplündert, von Bauern eingeebnet, die Felssteine gesprengt und für den Brückenbau verwendet. Die Fundorte kennzeichnen die heutigen Straßennamen „Zum Hünengrab“ und „Urnenfeld“. Artefakte dieser Ausgrabungen befinden sich im Helms-Museum in Hamburg-Harburg.

### Mittelalter und Neuzeit

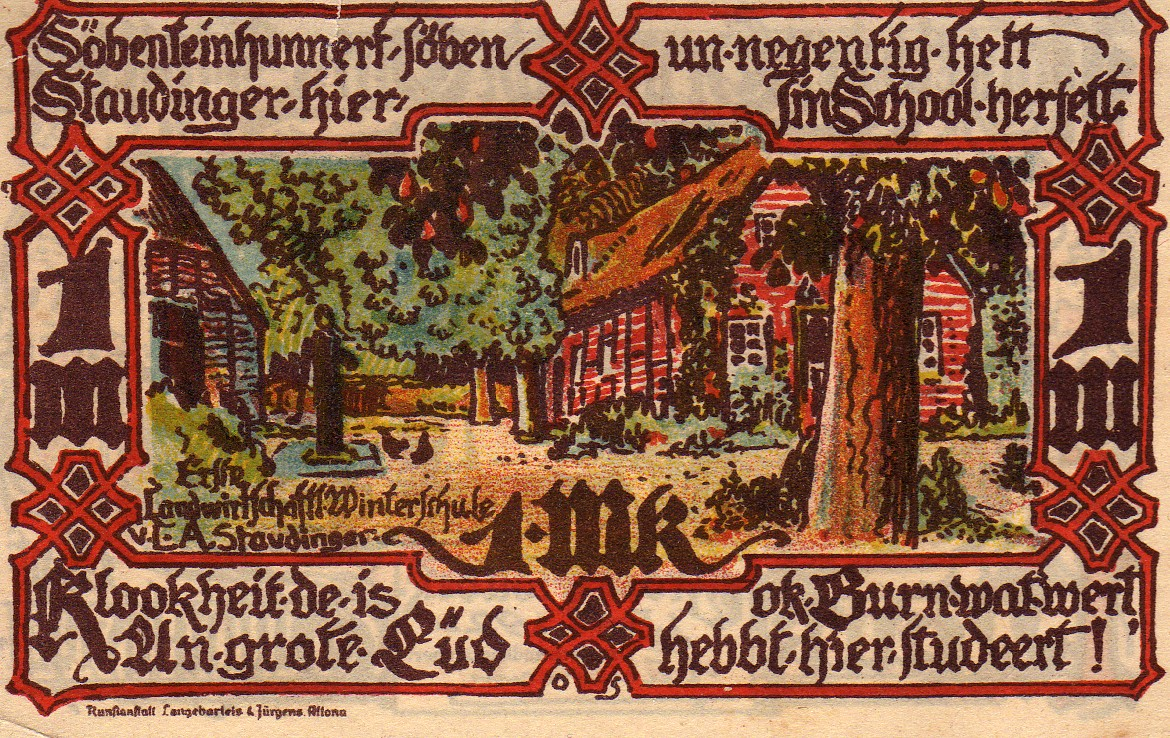
Erste Landwirtschaftliche Winterschule des Lucas Andreas Staudinger Notgeld der Gemeinde Groß Flottbek, 1,00 Mark

Die erste urkundliche Erwähnung von Klein und Groß Flottbek (plattdeutsch: Lütten un Groten Flöbbeek) ist auf das Jahr 1305 datiert. Damit begründete sich die 700-Jahr-Feier im Stadtteil im Sommer 2005. Großflottbek (wie es sich noch Anfang des 20. Jahrhunderts schrieb) gehörte zunächst zur Grafschaft Stormarn, ab 1304 bzw. 1307 zur Grafschaft Holstein-Pinneberg, die ab 1640 in Personalunion von den dänischen Königen regiert wurde, und fiel 1866 an Preußen. Über Jahrhunderte hinweg war die Kirche in Nienstedten die nächstgelegene Kirche, 1912 erfolgte die Fertigstellung der ersten eigenen Kirche. 1921 Herausgabe einer Serie eigenen Notgeldes (8 Werte) mit Darstellungen lokaler Persönlichkeiten und Begebenheiten. 1927 wurde die selbständige pinnebergische Landgemeinde durch das Groß-Altona-Gesetz zum Vorort der Großstadt Altona/Elbe und wurde 1938 zusammen mit Altona an die Hansestadt Hamburg angeschlossen. Mit Wirkung zum 11. Mai 1951 wurde durch das Gesetz über die Bezirksverwaltung in der Freien und Hansestadt Hamburg (1949) Groß Flottbek als Stadtteil aus dem damaligen Bezirk Flottbek-Othmarschen ausgegliedert.

## Statistik
(Quelle: )
- Anteil der unter 18-Jährigen: 19,7 % (Hamburger Durchschnitt: 16,8 % (Dezember 2023))
- Anteil der über 64-Jährigen: 20,4 % (Hamburger Durchschnitt: 17,8 % (Dezember 2023))
- Ausländeranteil: 14,4 % (Hamburger Durchschnitt: 20,7 % (Dezember 2023))
- Arbeitslosenquote: 2,4 % (Hamburger Durchschnitt: 6,2 % (Dezember 2023))

Groß Flottbek gehört zu den reichsten Stadtteilen Hamburgs. Das durchschnittliche Einkommen je Steuerpflichtigen beträgt hier 112.126 Euro jährlich (2020) und ist somit mehr als doppelt so hoch wie der Hamburger Gesamtdurchschnitt (48.035 Euro).

## Politik
Für die Wahl zur Bürgerschaft gehört Groß Flottbek seit 2015 zum Wahlkreis Blankenese. Zuvor war der Stadtteil 2008 und 2011 Bestandteil des Wahlkreises Altona. Bei Bezirksversammlungswahlen gehört der Stadtteil zum Wahlkreis Bahrenfeld-West / Groß Flottbek / Othmarschen und bei Bundestagswahlen zählt Groß Flottbek zum Bundestagswahlkreis Altona.

### Wahlergebnisse
Die Bürgerschaftswahlen seit 1966 führten in Groß Flottbek zu folgenden Ergebnissen:
|                             | CDU    | SPD    | Grüne 1) | FDP    | Linke 2) | AfD    | Übrige    |
| Bürgerschaftswahl 2025      | 30,0 % | 27,7 % | 22,0 %   | 06,1 % | 05,9 %   | 03,3 % | 05,0 %    |
| Bürgerschaftswahl 2020      | 13,7 % | 35,2 % | 27,7 %   | 10,3 % | 05,7 %   | 02,7 % | 04,7 %    |
| Bürgerschaftswahl 2015      | 18,2 % | 40,0 % | 13,7 %   | 16,5 % | 05,0 %   | 04,4 % | 02,2 %    |
| Bürgerschaftswahl 2011      | 25,0 % | 42,4 % | 11,8 %   | 13,6 % | 03,3 %   | –      | 03,9 %    |
| Bürgerschaftswahl 2008      | 51,3 % | 25,4 % | 11,1 %   | 07,7 % | 03,0 %   | –      | 01,4 %    |
| Bürgerschaftswahl 2004      | 55,8 % | 21,7 % | 14,9 %   | 04,1 % | –        | –      | 03,5 %    |
| Bürgerschaftswahl 2001      | 33,5 % | 28,0 % | 12,3 %   | 11,9 % | 00,2 %   | –      | 14,1 % 3) |
| Bürgerschaftswahl 1997      | 40,1 % | 23,7 % | 16,2 %   | 07,4 % | 00,3 %   | –      | 12,3 % 4) |
| Bürgerschaftswahl 1993      | 34,7 % | 26,1 % | 15,7 %   | 08,5 % | –        | –      | 15,0 % 5) |
| Bürgerschaftswahl 1991      | 46,9 % | 30,4 % | 08,3 %   | 11,8 % | 00,2 %   | –      | 02,4 %    |
| Bürgerschaftswahl 1987      | 48,1 % | 30,9 % | 06,7 %   | 13,8 % | –        | –      | 00,5 %    |
| Bürgerschaftswahl 1986      | 52,4 % | 25,0 % | 10,0 %   | 12,1 % | –        | –      | 00,5 %    |
| Bürgerschaftswahl Dez. 1982 | 55,1 % | 30,1 % | 07,3 %   | 07,1 % | –        | –      | 00,4 %    |
| Bürgerschaftswahl Juni 1982 | 58,3 % | 24,3 % | 08,1 %   | 07,8 % | –        | –      | 01,5 %    |
| Bürgerschaftswahl 1978      | 56,7 % | 27,4 % | 04,7 %   | 08,5 % | –        | –      | 02,7 %    |
| Bürgerschaftswahl 1974      | 60,6 % | 22,0 % | –        | 14,3 % | –        | –      | 03,1 %    |
| Bürgerschaftswahl 1970      | 50,1 % | 32,3 % | –        | 13,6 % | –        | –      | 04,0 %    |
| Bürgerschaftswahl 1966      | 47,9 % | 34,7 % | –        | 11,9 % | –        | –      | 05,5 % 6) |

Bei der Bundestagswahl 2025 ergaben sich folgende Zweitstimmenanteile der Parteien in Prozent, in Klammern die Ergebnisse von Hamburg insgesamt: CDU 33,3 (20,7); Grüne 24,9 (19,3); SPD 16,4 (22,7); FDP 8,5 (4,5); Die Linke 8,4 (14,5); AfD 4,6 (10,9); Übrige 3,9 (7,4).

## Kultur und Sehenswürdigkeiten

### Bauwerke

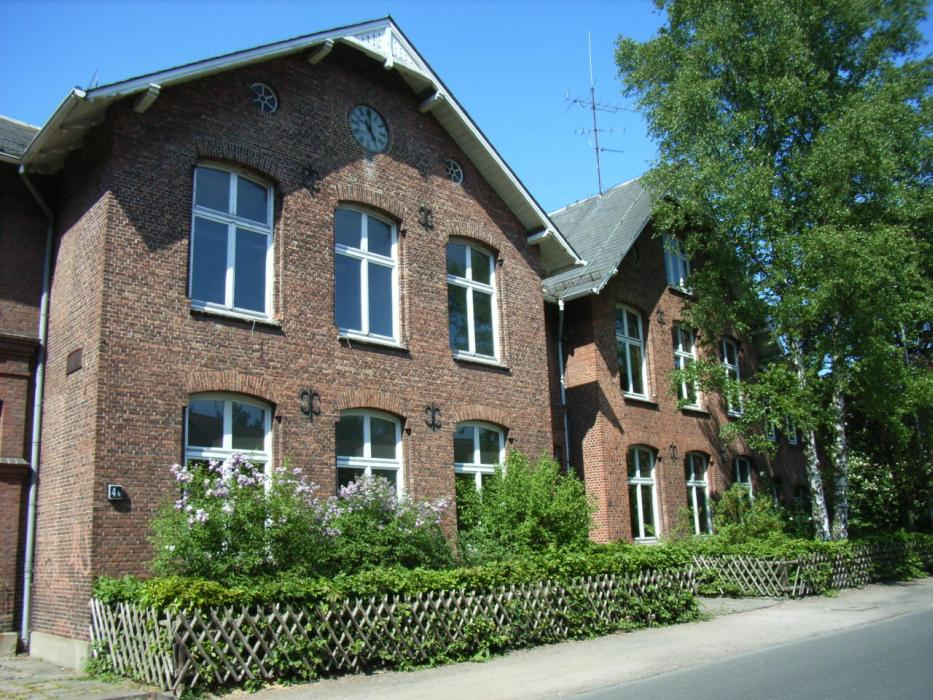
Denkmalgeschützte ehemalige Schule in der Straße Röbbek

In Groß Flottbek finden sich – entsprechend der Bevölkerungsstruktur – in erster Linie größere Einzelhäuser, vielfach Villen, und einzelne Reihenhaussiedlungen.
Nennenswerte Gebäude sind:
- Die von Raabe & Wöhlecke entworfene und 1912 geweihte evangelisch-lutherische Groß Flottbeker Kirche,
- Die Schulen am Windmühlenweg und in der Straße Röbbek (1874, 1898/99 und 1905 erbaut),
- Das Gebäude der Volkshochschule an der Waitzstraße, ursprünglich das Bertha-Lyceum,
- Sechs Reetdach-Fachwerkhäuser im alten Dorfkern rund um die Kirche, wie das unter Denkmalschutz stehende Landhaus Flottbek in der Baron-Voght-Straße.
- Ein Porzellanglockenspiel mit 16 Glocken aus Meißner Porzellan befindet sich seit dem Jahre 2000 in der Waitzstraße.

### Kirchen

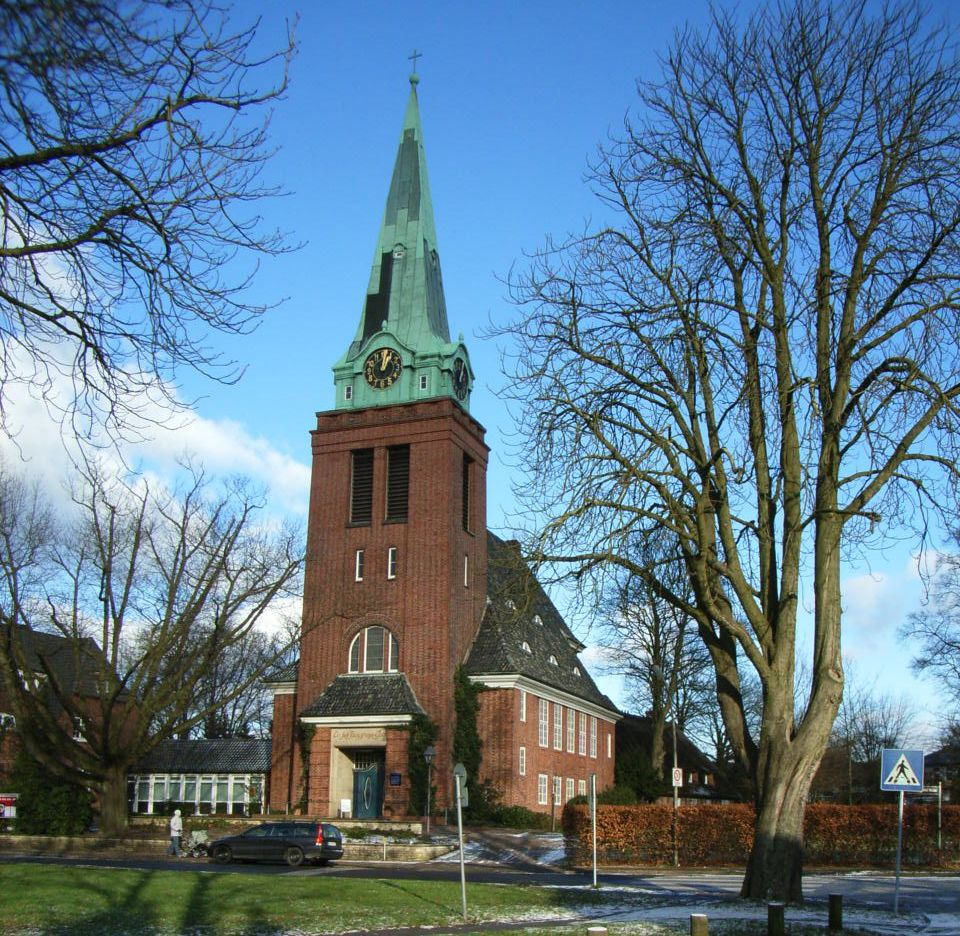
Flottbeker Kirche

Neben der genannten Groß Flottbeker Kirche gibt es an der Straße Bei der Flottbeker Mühle noch die 1964/65 erbaute Bugenhagenkirche. Die Gemeinden haben sich 2002 zur Evangelisch-lutherischen Kirchengemeinde Bugenhagen-Groß Flottbek zusammengeschlossen. An der Ebertallee liegen die evangelische Melanchthonkirche und die katholische St.-Paulus-Augustinus-Kirche, deren Gemeinde seit dem Jahr 2006 zur Pfarrei Maria Grün in Blankenese gehört.

### Friedhof
Der Friedhof Groß Flottbek ist größtenteils mit geometrisch angeordneten Wegen geordnet, aber es gibt auch einen kleinen Bereich, der dem älteren Teil des Ohlsdorfer Friedhofs ähnelt; scheinbar unstrukturiert angeordnete Gräber, die unter Bäumen liegen und durch Rhododendren abgegrenzt sind. Auf dem Friedhof wurden Reste eines in der Nähe gelegenen steinzeitlichen Hünengrabes als Grabsteine verwendet.

### Sport
Bekannt ist der Norddeutsche und Flottbeker Reiterverein, der Mitveranstalter des international bedeutsamen Deutschen Spring- und Dressurderbys ist, das alljährlich im Mai auf dem Reitturnierplatz südlich des Klein Flottbeker S-Bahnhofs stattfindet. Zudem sind mit dem Großflottbeker THGC (Tennis, Hockey, Golf), der Großflottbeker Spielvereinigung (GFSV v. 1912 e. V.), dem Turnverein von 1901 Groß-Flottbek e. V. und den Tennisvereinen Vier Jahreszeiten und Flottmarscher Sportclub e. V. fünf weitere Sportvereine im Stadtteil ansässig bzw. tragen dessen Namen.

## Wirtschaft und Infrastruktur

### Verkehr

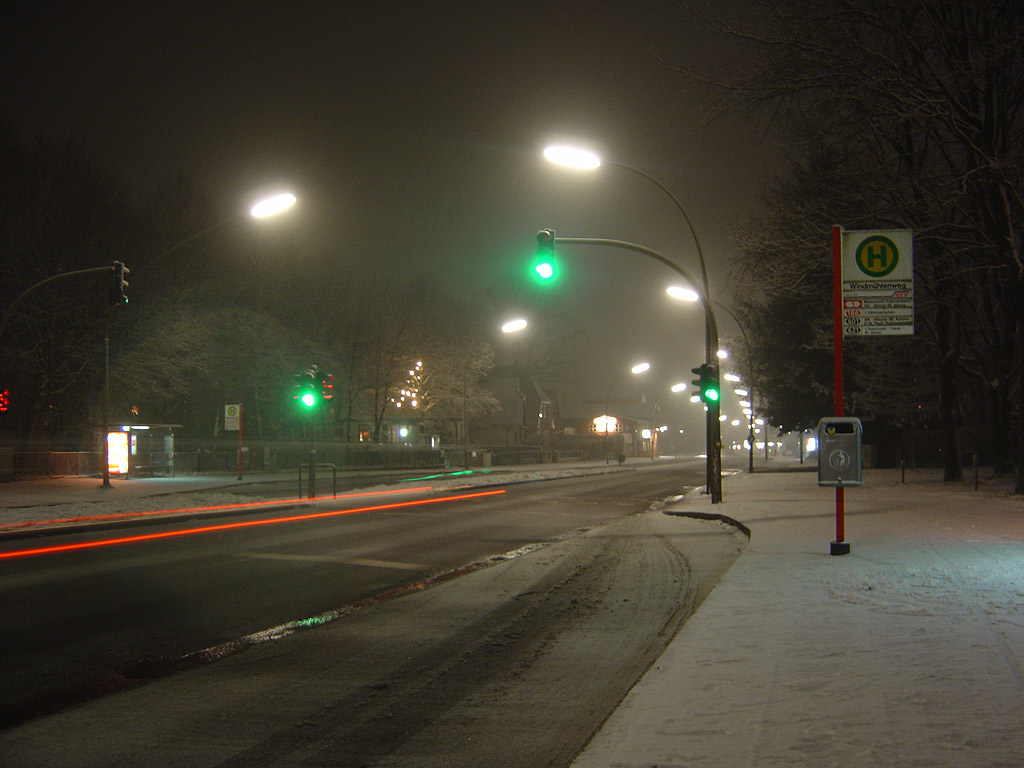
B 431 in Höhe Groß Flottbek im Winter

Markante Verkehrswege bilden drei der Grenzen von Groß Flottbek: Die in West-Ost-Richtung verlaufende B 431 (Osdorfer Landstraße / Osdorfer Weg) bildet die nördliche Grenze des Stadtteils zu Bahrenfeld. Die in Nord-Süd-Richtung zum Elbtunnel verlaufende Autobahn A 7 bildet die östliche Grenze des Stadtteils, ebenfalls nach Bahrenfeld. Nach Süden wird der Stadtteil von der S-Bahn-Strecke zwischen Altona und Blankenese-Wedel begrenzt, an die Othmarschen anschließt. An der S-Bahn-Strecke befindet sich der unter Denkmalschutz stehende S-Bahnhof Othmarschen; er ist barrierefrei ausgebaut und mit einem Aufzug versehen. Über einen 10-Minuten-Takt-Fahrplan der Linie S1, der in der Hauptverkehrszeit verdichtet wird, sind der Hamburger Rathausmarkt und der Jungfernstieg in 17 Minuten erreichbar. Zudem gibt es mehrere Buslinien, die Groß Flottbek anfahren.

### Ansässige Unternehmen
Groß Flottbek beherbergt 80 Handwerksbetriebe (Stand: 2007); gegenüber 2003 hat die Zahl der Handwerksbetriebe um 29 zugenommen. Von den ursprünglich im Stadtteil vorhandenen drei Kinos besteht heute kein einziges mehr.
Die Waitzstraße am S-Bahnhof Othmarschen ist eine beliebte Einkaufsstraße.
Mittwochs und sonnabends vormittags findet an der Osdorfer Landstraße/Ecke Groß Flottbeker Straße der Wochenmarkt statt, der 2009 umgestaltet und erheblich vergrößert wurde.

### Öffentliche Einrichtungen
Die Freiwillige Feuerwehr hat ihr Feuerwehrhaus in der Baron-Voght-Straße. In der Jürgensallee befindet sich das einzige Krankenhaus des Stadtteils, die Guth-Klinik.

### Bildung

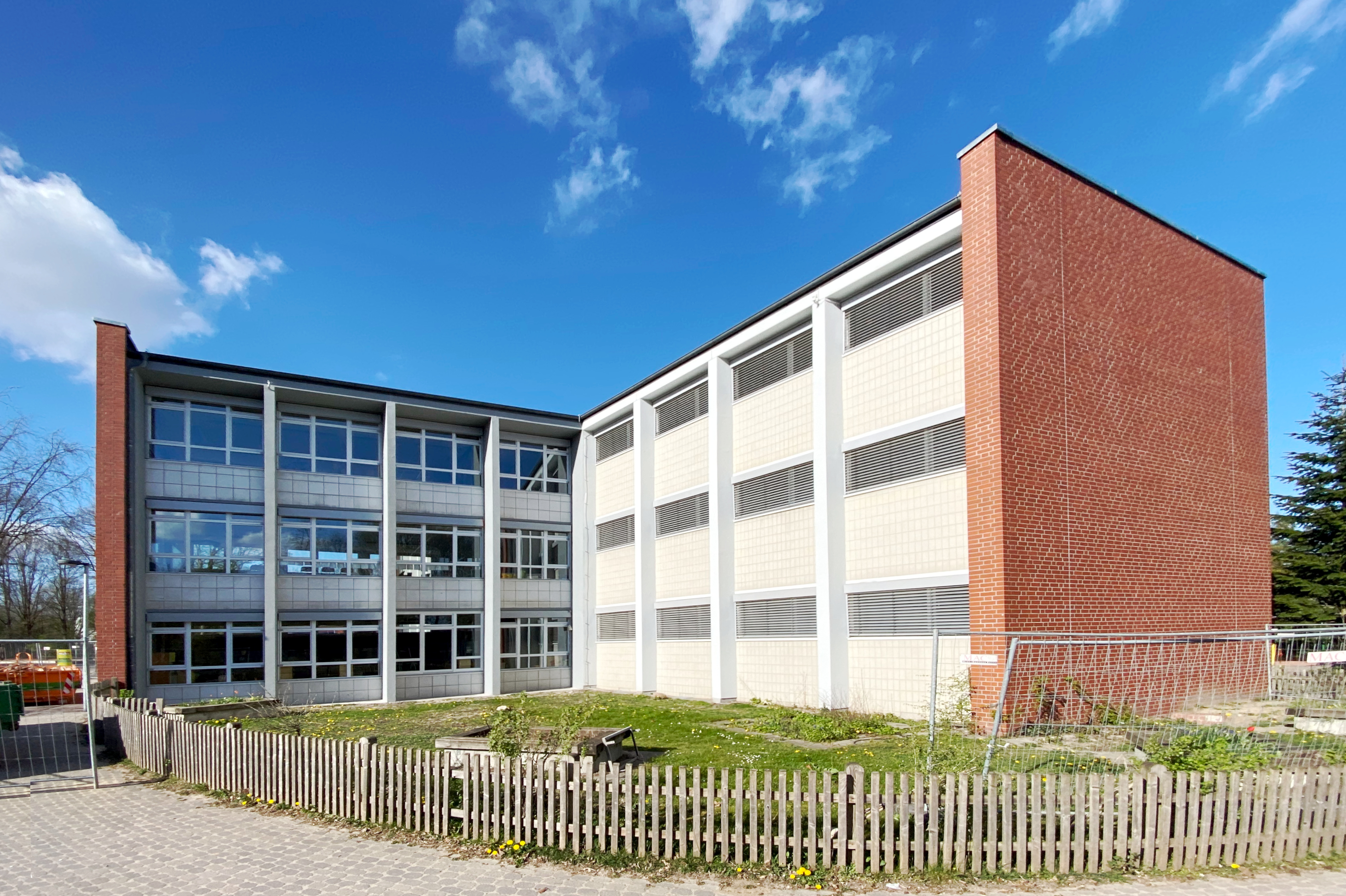
Schule Windmühlenweg, Kreuzbau (2020)

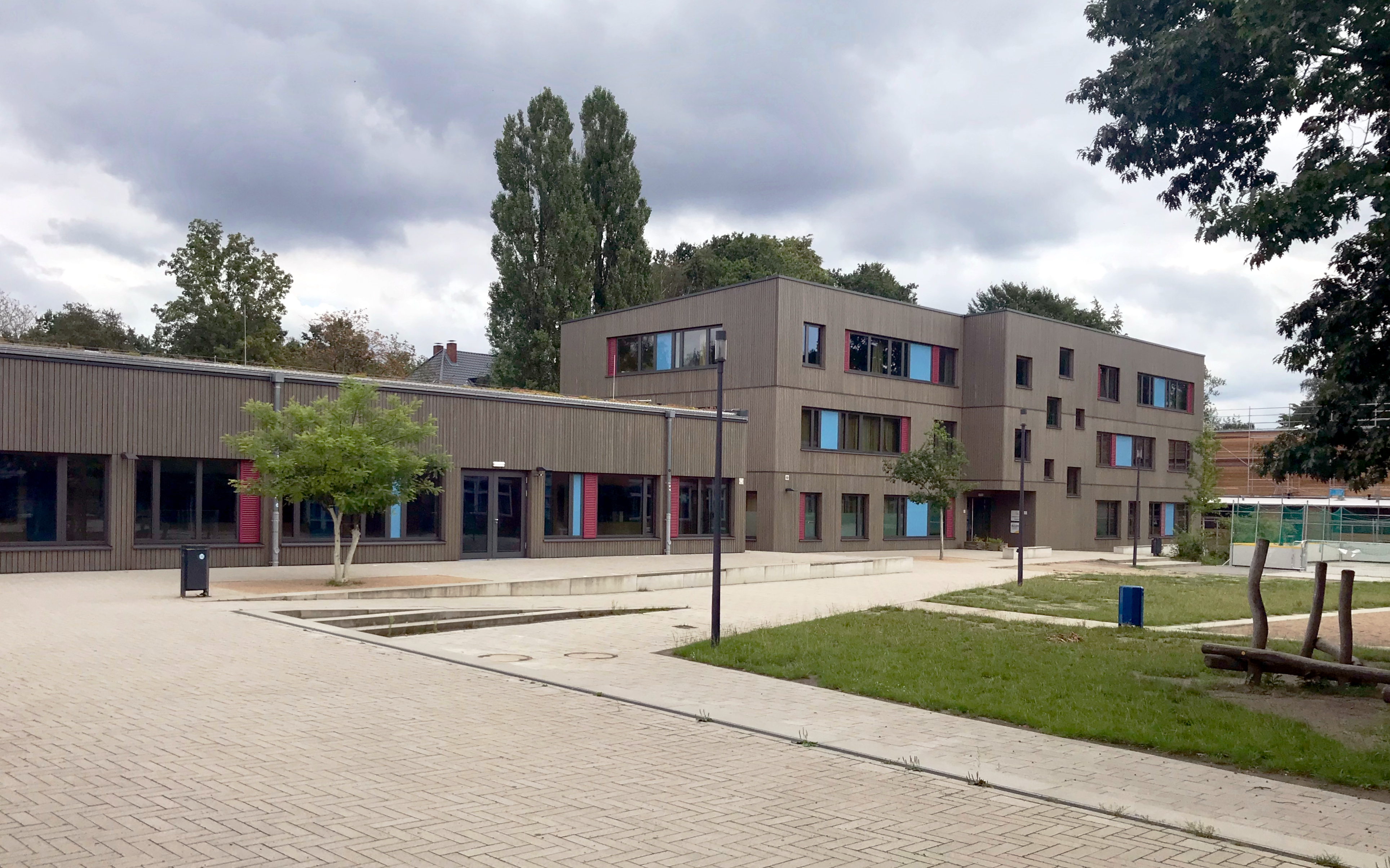
Stadtteilschule Flottbek, Neubau (2019)

In Groß Flottbek befindet sich eine Grundschule und eine Stadtteilschule.
Die Schule Windmühlenweg wurde im Schuljahr 2017/18 von 383 Schülern der Primarstufe besucht. Die Schule hat eine für Hamburg der 1950er Jahre typische Pavillonarchitektur mit Serienbauten wie dem Kreuzbau.
Die Stadtteilschule Flottbek befindet sich seit 2015 am ehemaligen Standort des Ernst-Schlee-Gymnasiums am Ohlenkamp, der seit 2013 saniert und durch Neubauten ergänzt wurde. Die Stadtteilschule Flottbek wurde im Schuljahr 2017/18 von 478 Schülern der Sekundarstufe I und II besucht. Die Oberstufe ist gemeinsam mit der Stadtteilschule Bahrenfeld organisiert.
Neben diesen allgemeinbildenden Schulen gibt es im Stadtteil noch die Volkshochschule in der Waitzstraße und das Johannes-Brahms-Konservatorium in der Ebertallee, eine staatlich anerkannten Ergänzungsschule für musikalische Berufe. Beliebt sind die Studentenwohnheime: Das Christopherus-Haus und das Bugenhagen Konvikt am Kalckreuthweg sowie das Emil-Wolf-Haus in der Kaulbachstraße und das Europa-Kolleg am Windmühlenweg.
Die Grundschule Groß Flottbek am Osdorfer Weg und die Bugenhagenschule Groß Flottbek Bei der Flottbeker Mühle befinden sich trotz ihrer Namen nicht im Stadtteil, sondern im benachbarten Bahrenfeld.

## Unfallschwerpunkt Waitzstraße
In einer bizarren Serie sind bis Ende Oktober 2020 bereits 24 Mal Autos in Schaufenster der Einkaufsstraße gekracht, beispielsweise …
- Januar 2005: Mercedes rammt eine Weinhandlung
- Februar 2007: BMW fährt in eine Reinigung
- März 2008: VW Golf trifft ein Optikergeschäft

Im Jahr 2016 lassen die Behörden für fast zwei Millionen Euro Bäume pflanzen und Barrieren aufstellen.
- März 2019: Seniorin fährt mit ihrem Automobil in die Filiale einer Friseurkette (zweiter Unfall bei dieser Filiale)
- Mai 2019: ein 83-Jähriger fährt mit seinem Mercedes in eine Boutique
- August 2019: ein 83-Jähriger fährt mit seinem Mercedes in einen Blumenladen
- Mai 2020: ein 81-Jähriger landet mit seinem Toyota im Hauseingang einer HNO-Praxis
- Juli 2020: eine 70-Jährige fährt mit ihrem BMW in die Filiale einer Friseurkette (dritter Aufprall an dieser Adresse)
- Oktober 2020: eine 81-Jährige fährt mit ihrem VW Polo in das Schaufenster eines Juwelierladens[6]

Im November 2020 werden zusätzliche Stahlpoller aufgestellt.
- Mai 2021: eine 73-Jährige fährt mit ihrem Mini in das Schaufenster der Haspa-Filiale[7]
- Dezember 2022: ein 77-Jähriger fährt mit seinem SUV in den Sitzbereich eines Cafés[8]

## Persönlichkeiten
- Lucas Andreas Staudinger (1770–1842), Gründer der ersten landwirtschaftlichen Lehr- und Erziehungsanstalt in Deutschland
- Theodor Harms (1853–1931), Offizier der Kaiserlichen Marine und Admiralitätsrat
- Otto Ernst (1862–1926), Dichter und Schriftsteller (Appelschnut, Nis Randers)
- Karl Rieß von Scheurnschloß (1863–1948), Rittergutsbesitzer und Verwaltungsbeamter
- Hans Oppermann (1895–1982), Klassischer Philologe
- Ulrich Baudach (1921–1992), Kirchenmusikdirektor, Prof. für Chorleitung an der Hochschule für Musik und Theater Hamburg
- Sabine von Diest-Brackenhausen (* 1931), Bildhauerin und Malerin
- Hubert Fichte (1935–1986), Schriftsteller und Ethnograph
- Hark Bohm (* 1939), Filmregisseur, Filmproduzent
- Bolko Bullerdiek (* 1939), Schriftsteller
- Dietmar Schünicke (* 1944), Chorleiter
- Burghart Klaußner (* 1949), Schauspieler, Theaterregisseur, Hörbuchsprecher und Sänger
- Frank Ulrich Montgomery (* 1952), Präsident der Bundesärztekammer
- Karl Gernandt (* 1960), Wirtschaftsmanager, ztw. Vorsitzender des Aufsichtsrats der HSV Fußball AG